# Římskokatolická farnost Konojedy
Římskokatolická farnost Konojedy (lat. Konogedium) je církevní správní jednotka sdružující římské katolíky na území vesnice Konojedy a v jejím okolí. Organizačně spadá do litoměřického vikariátu, který je jedním z 10 vikariátů litoměřické diecéze. Centrem farnosti je kostel Nanebevzetí Panny Marie v Konojedech.

## Historie farnosti
Nejstarší písemný doklad o lokalitě Konojedy pochází z roku 1057, kdy ji měla v duchovní správě litoměřická kapitula. Matriky byly vedeny od roku 1784. Farnost byla pak zřízena v roce 1786. Hřbitovní kostel sv. Havla v Bílém Kostelci se stal zříceninou v 70. letech 20. století.

### Duchovní správcové vedoucí farnost
Začátek působnosti jmenovaného v duchovní správě farnosti od roku:
- 17. 10. 1786 Raymund Weigner, od roku 1789 první farář v místě (prvofarář[4] a poslední českomoravský provinciál servitů[5] před josefinskými reformami)
- 1790 Ioann. Lienert, † 30. 5. 1827
- 1802 par. vacat
- 1802 Ioann. Slabinger, n. 26. 12. 1753 Litomyšl, o. 21. 12. 1776, † 2. 12. 1831
- 1827 par. vacat, coop. Anton. Richter
- 1827 Bonfil. Ballanda, n. 15. 7. 1756 Leitmeritz, o. 21. 9. 1781, † 2. 6. 1834
- 1832 par. vacat, coop. Anton. Richter
- 1833 Anton. Eschrich, n. 12. 8. 1783 Strausnitz, o. 15. 8. 1809, † 9. 12. 1856
- 1849 Jos. Steinmetzer, n. 27. 8. 1798 Byneyens., o. 7. 9. 1823, † 22. 4. 1864
- 1858 Anton. Richter, n. 8. 7. 1801 Woelmsdorf. o. 27. 8. 1825, † 13. 5. 1886
- 1864 chybí katalog
- 1865 Joan. Sander, n. 4. 9. 1830 Wernstadt, o. 25. 7. 1855, † 30. 8. 1868
- 1869 Franc. Fiedler, n. 25. 1. 1827 Cermens., o. 25. 7. 1852, † 12. 8. 1907
- 1878 par. vacat, admin. int. Anton. Urban
- 1879 Jos. Dittrich, n. 6. 9. 1829 Leipa, o. 25. 7. 1855, † 9. 3. 1895
- 1881 par. vacat, admin. Anton. Kubath
- 1882 Anton. Kubath, n. 19. 11. 1846 Auscha, o. 25. 7. 1871, † 28. 7. 1941
- 1896 par. vacat, admin. int. Ad. Schwalb
- 1900 Adolph. Schwalb, n. 23. 2. 1863 Koitic., o. 16. 5. 1886, † 4. 11. 1934
- 1907 par. vacat admin. interc. Franc. Tandler
- 1908 Theod. Schlegel, n. 12. 7. 1871 Leipa, o. 7. 7. 1895, † 9. 4. 1938
- 1912 Joann. Zerwes, n. 19. 12. 1879 Wenigerath (D), o. 14. 7. 1907
- 1922 Jos. Wagner, n. 15. 11. 1885 Nieder- Rochlitz, o. 11. 7. 1909
- 1927 Henr. Schnitter, n. 7. 2. 1888 Postrum, o. 16. 7. 1911
- 1930 par. vacat admin. interc. Ferd. Müller
- 1931 Mart. Rausch, n. 14. 10. 1874 München- Gladbach (D), o. 9. 5. 1897, † 8. 4. 1935
- 1. 1. 1936 Franc. Kapusta, n. 27. 7. 1888 Dürchel, o. 14. 7. 1912
- 1. 8. 1946 Antonín Tuček
- 1. 9. 1948 František Ondrouch
- 1. 3. 1951 Václav Hataš
- 1. 12. 1970 Jan Křížek SDB
- 1. 6. 1990 Milan Matfiak
- 1. 8. 1991 Jaroslav Stříž, administrátor excurrendo z Křešic[4]

Kromě kněží stojících v čele farnosti, působili ve farnosti v průběhu její historie i jiní kněží. Většinou pracovali jako farní vikáři, kaplani, katecheté, výpomocní duchovní aj.

## Území farnosti
Do farnosti náleží území těchto obcí:
- Konojedy (Konoged[p 2])
- Bílý Kostelec (Weißkirchen[p 2])
- Brusov (Prause[p 2])
- Dubičná (Eicht[p 2])
- Pohorsko (Hundorf[p 2])
- Starosti (Sorge[p 2])

## Římskokatolické sakrální stavby na území farnosti
| | Fotografie | Stavba                         | Místo         | Bohoslužby                      | Zeměpisné souřadnice             | Status                       | Číslo kulturní památky           |
| Kostely | Kostely    | Kostely                        | Kostely       | Kostely                         | Kostely                          | Kostely                      | Kostely                          |
| --- | ---------- | ------------------------------ | ------------- | ------------------------------- | -------------------------------- | ---------------------------- | -------------------------------- |
| 1. |            | Kostel Nanebevzetí Panny Marie | Konojedy      | bližší informace o bohoslužbách | 50°37′37″ s. š., 14°21′8″ v. d.  | farní kostel                 | 43557/5-2088 (Pk•MIS•Sez•Obr•WD) |
| 2. |            | Kostel sv. Havla               | Bílý Kostelec | bohoslužby příležitostně        | 50°38′10″ s. š., 14°20′14″ v. d. | hřbitovní kostel (zřícenina) | 43105/5-2094 (Pk•MIS•Sez•Obr•WD) |
| Některé drobné sakrální stavby a pamětihodnosti lze dohledat zde v databázi Drobné sakrální památky Zaniklé sakrální stavby lze dohledat zde v databázi Poškozené a zničené kostely, kaple a synagogy v České republice |            |                                |               |                                 |                                  |                              |                                  |

Ve farnosti se mohou nacházet i další drobné sakrální stavby, místa římskokatolického kultu a pamětihodnosti, které neobsahuje tato tabulka.

## Příslušnost k farnímu obvodu
Z důvodu efektivity duchovní správy byl vytvořen farní obvod (kolatura) farnosti Křešice, jehož součástí je i farnost Konojedy, která je tak spravována excurrendo.

## Galerie

Římskokatolická farnost Konojedy
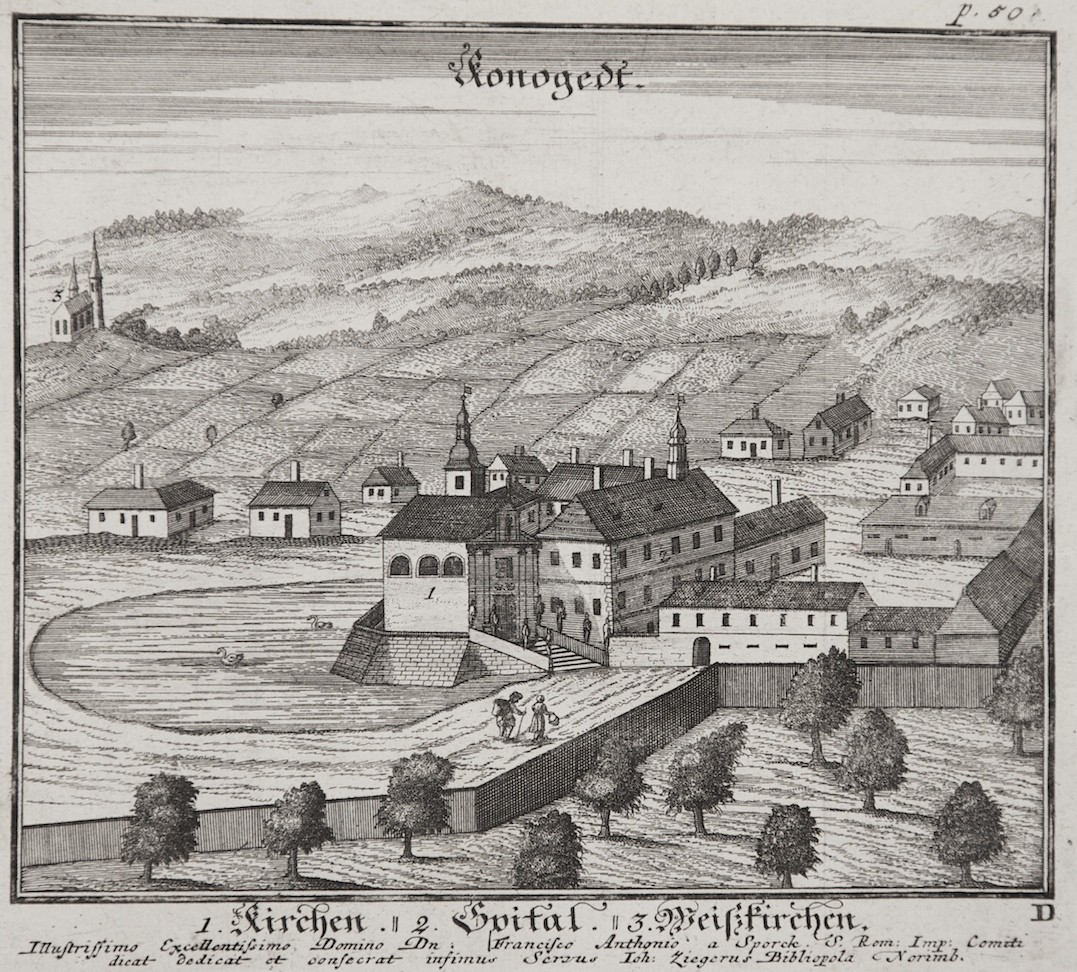
Kostel Nanebevzetí P. Marie, Konojedy
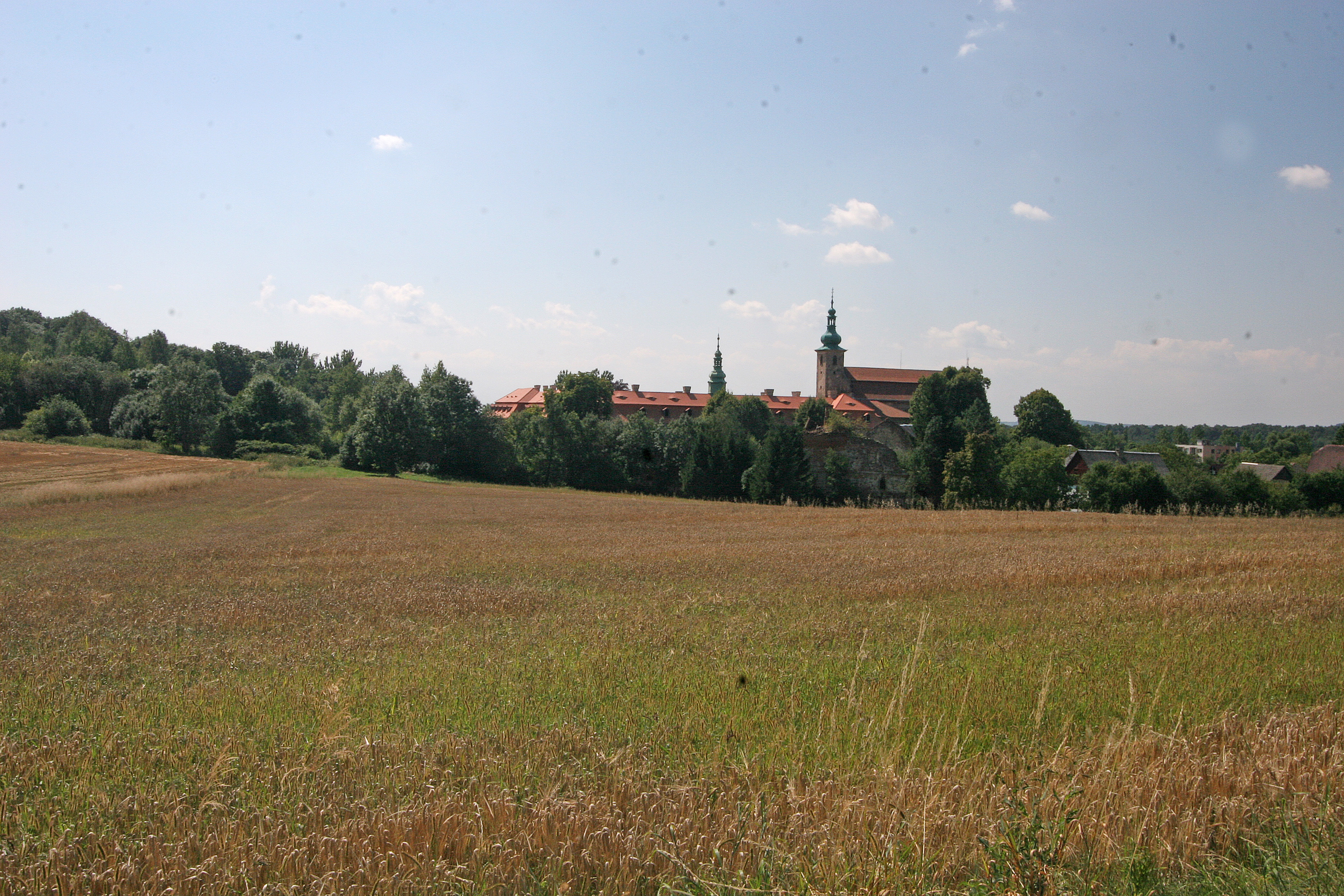
Kostel Nanebevzetí P. Marie, Konojedy, pohled od hřbitova
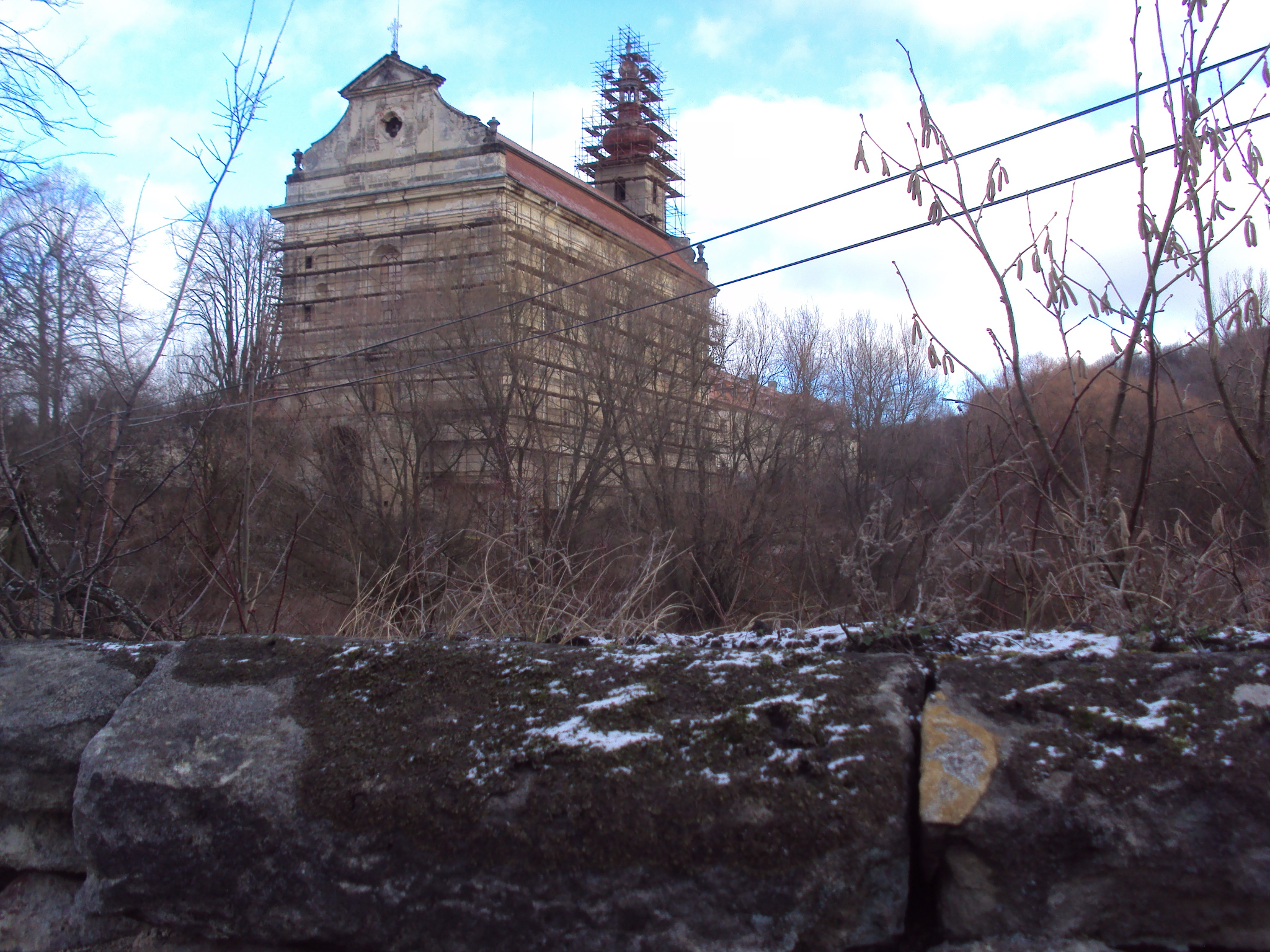
Oprava kostela Nanebevzetí Panny Marie v roce 2013
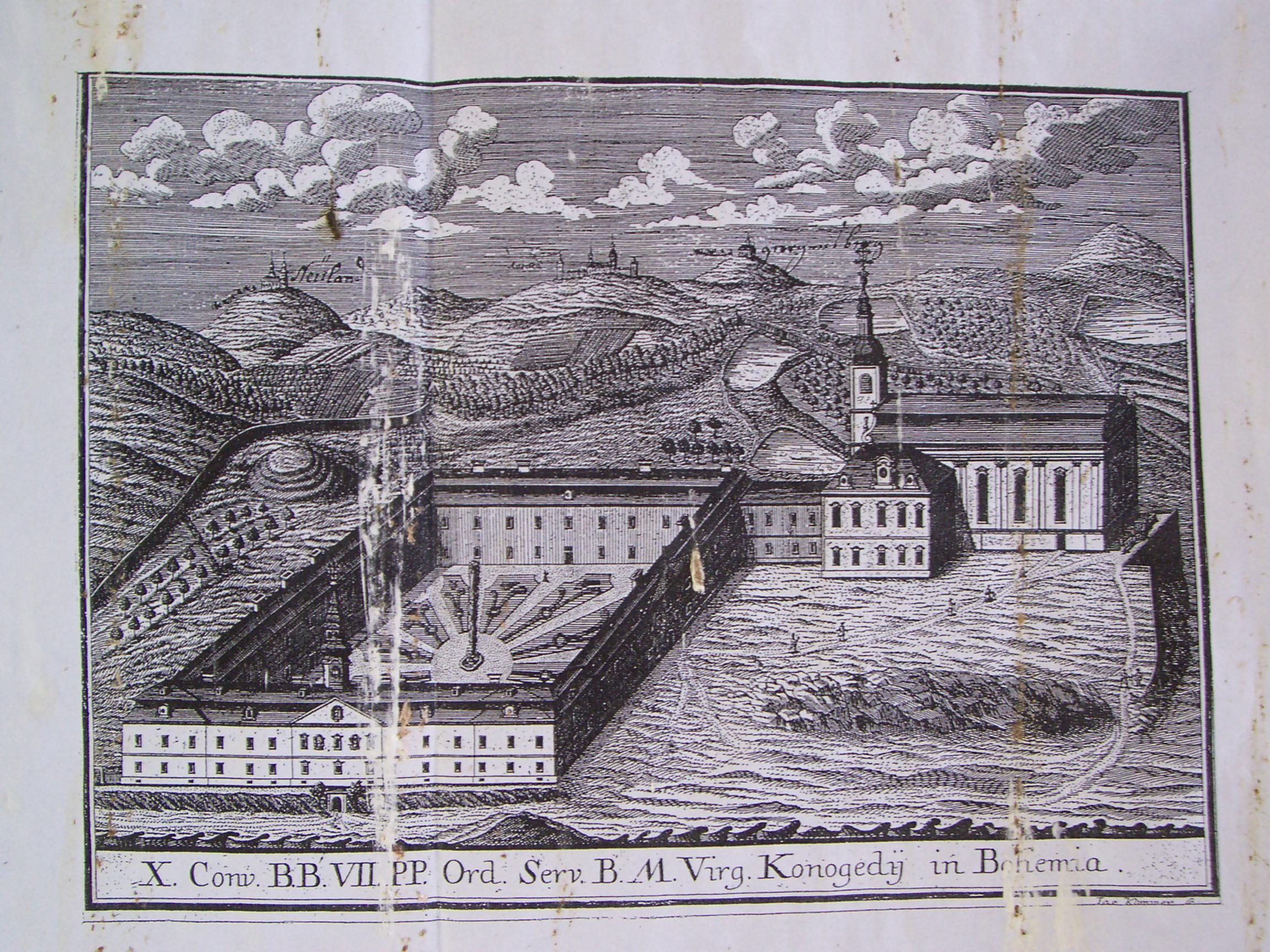
Klášter servitů, Konojedy (rytina před rokem 1786)
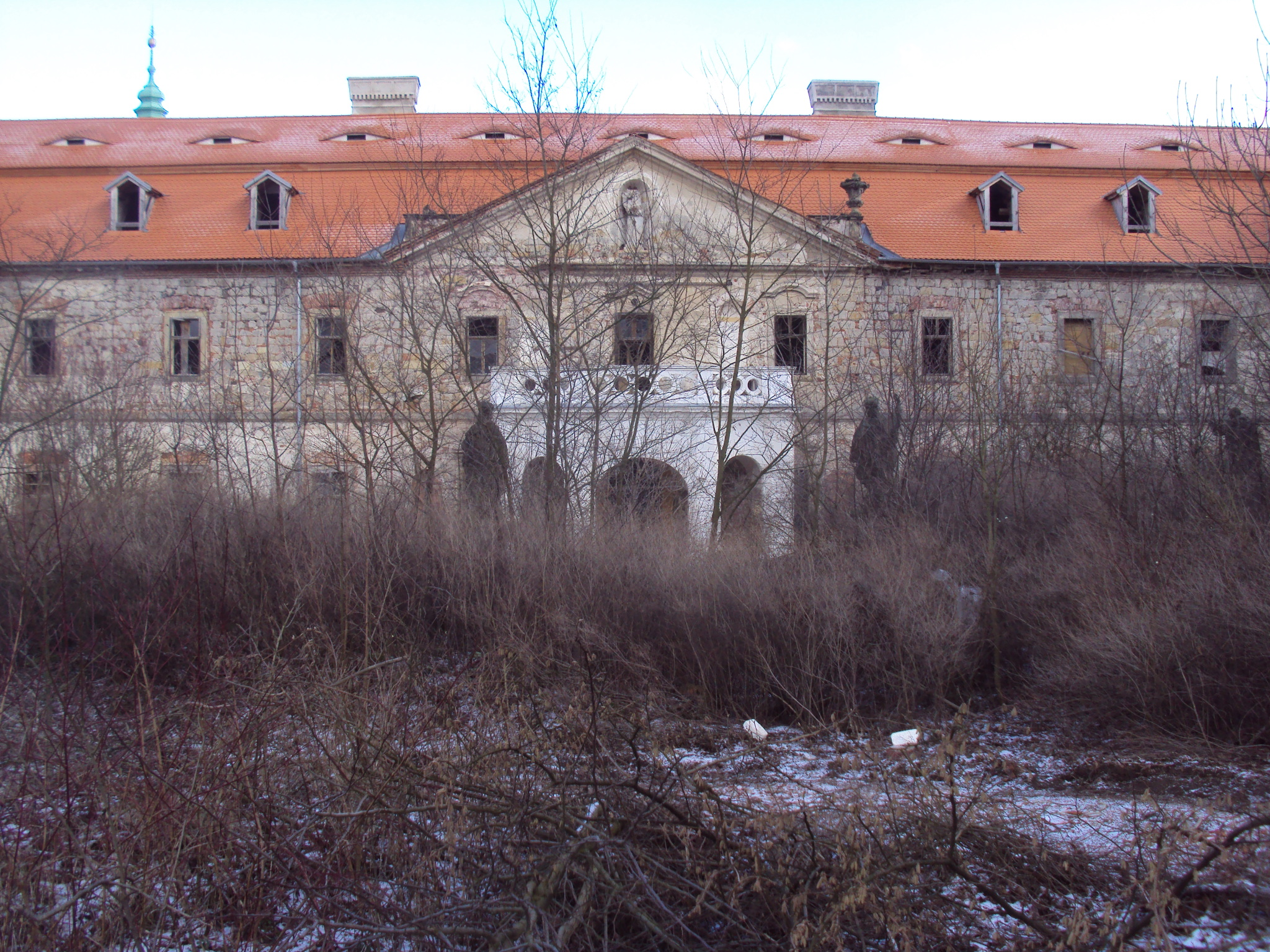
Areál bývalého kláštera servitů v Konojedech (2013)
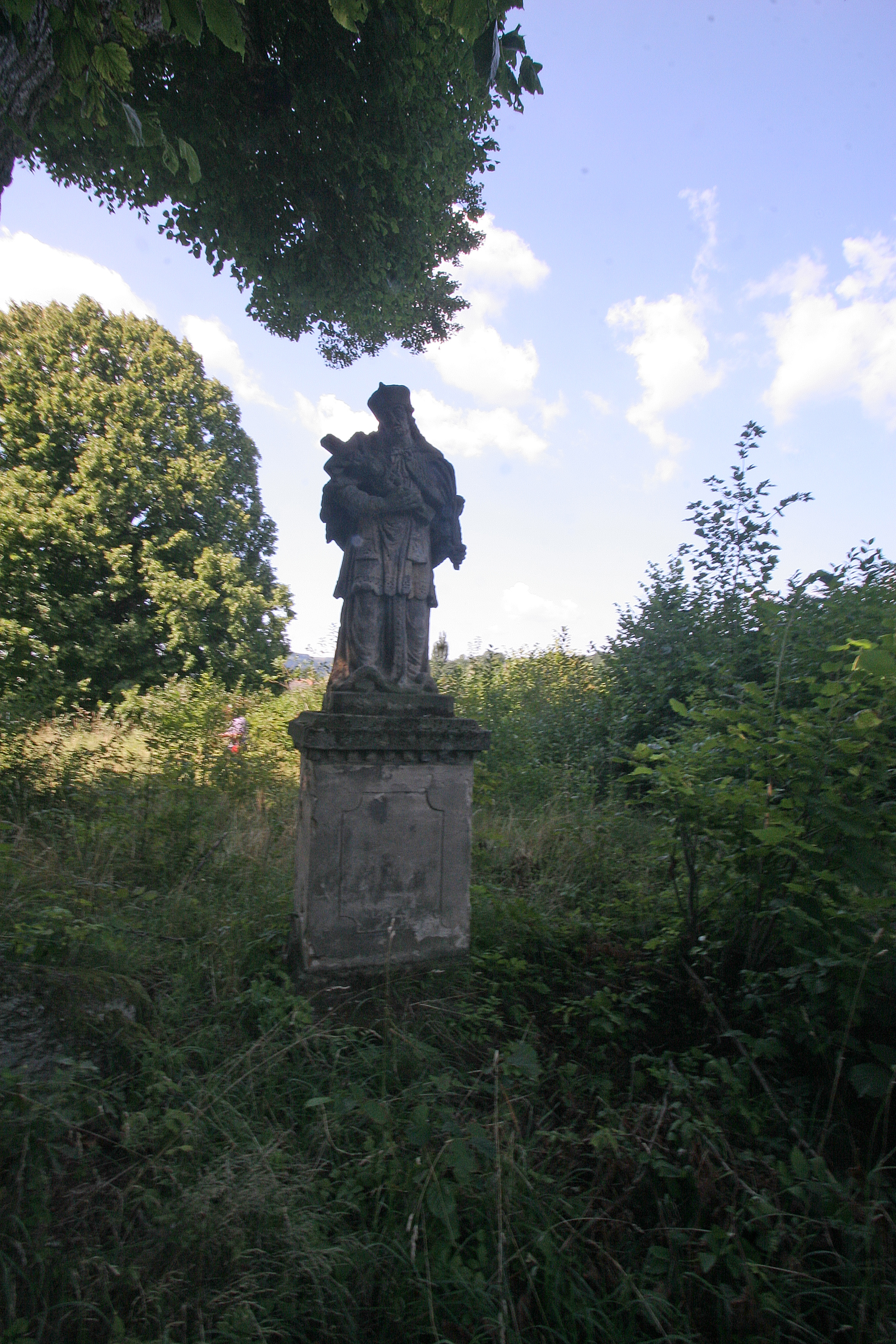
Socha u kostela v Konojedech
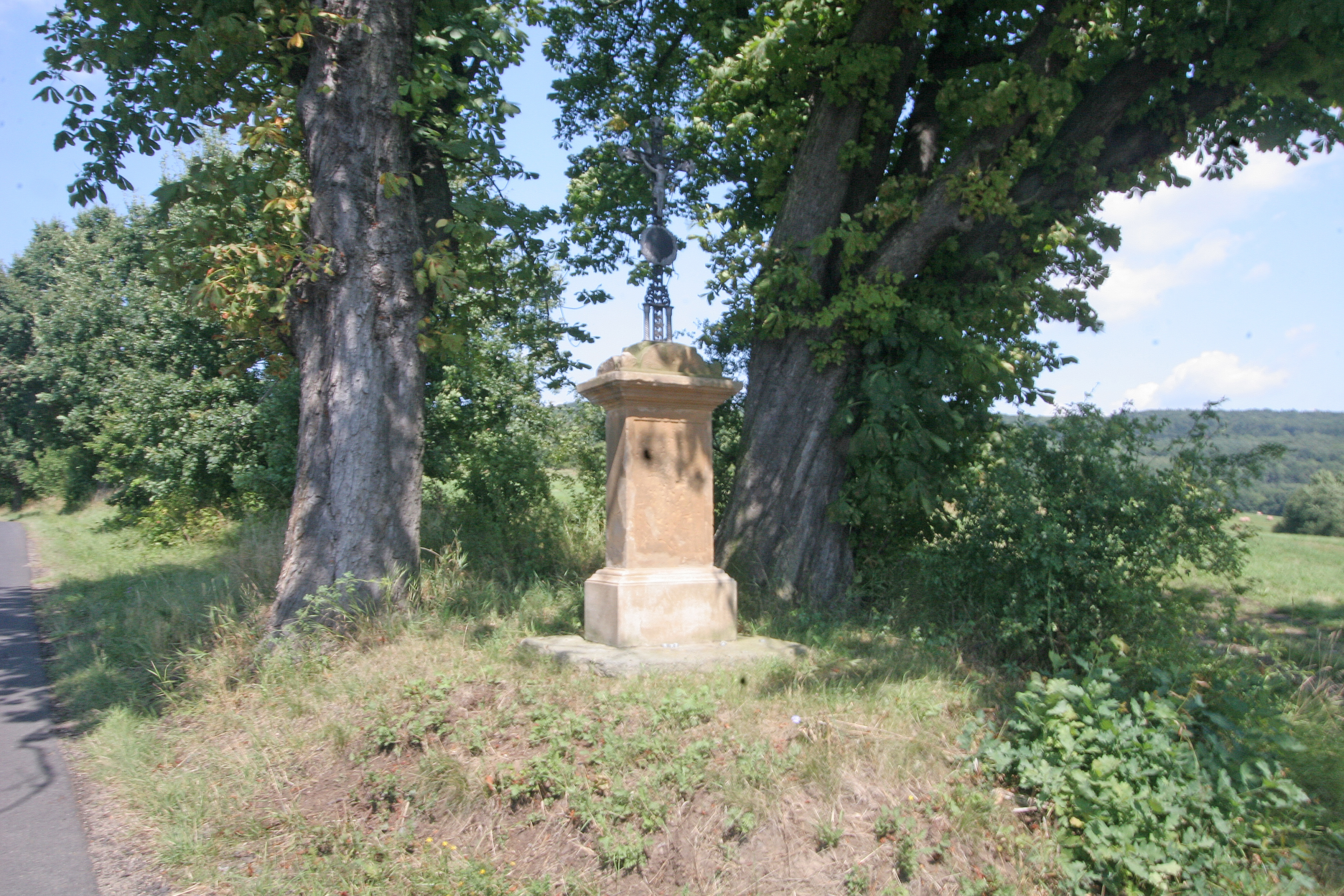
Křížek, Konojedy